# Extrême droite

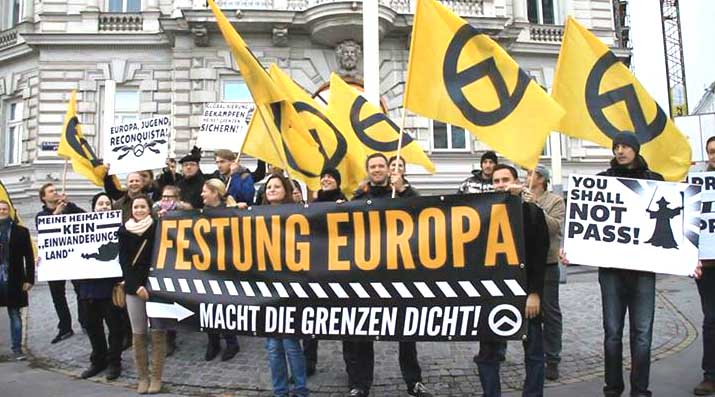
Militants d'extrême droite identitaires autrichiens pendant une manifestation anti-migrants à Vienne. On peut notamment lire sur les banderoles « Europe forteresse - rendez les frontières épaisses ! », « Mon pays/ma maison n'est pas une terre d'immigration ! », « Europe, Jeunesse, Reconquista ».

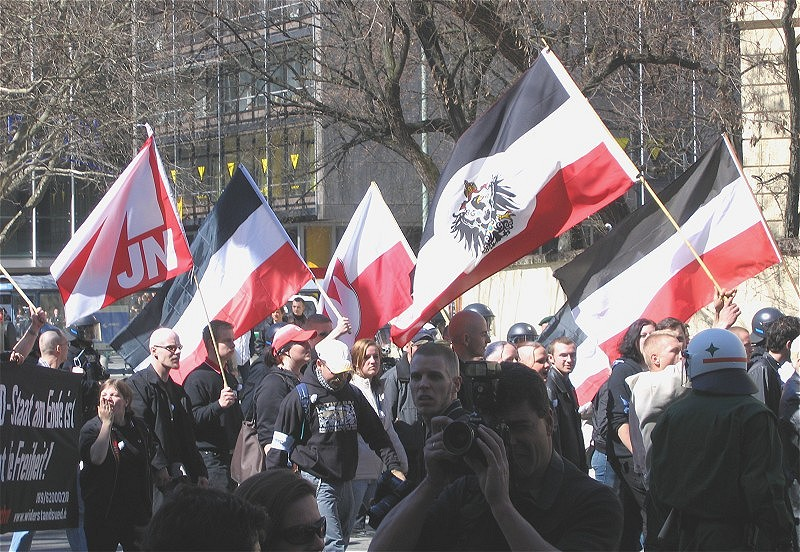
Une marche néonazie à Munich, Allemagne, 2005.

 (mai 2025).
L'extrême droite désigne en politique les mouvements, organisations et partis politiques (ainsi que leurs membres et électeurs) siégeant le plus à droite dans les hémicycles parlementaires ou, à défaut de représentants, portant les idées « les plus à droite ».
L'extrême droite est très diverse. Sa définition stricte fait l'objet de débats auprès des historiens et des politologues, mais ses fondements idéologiques reposent principalement sur ces trois points : le rejet de l'immigration, justifié par une vision organiciste de la société, fermée et homogène, définie par la nationalité, l’ethnie ou la race,; un projet autoritaire qui valorise l'obéissance aux autorités, aux traditions, aux hiérarchies sociales, à rebours des valeurs de la démocratie libérale et de la prééminence du droit,; et enfin une rhétorique antisystème portée par un rejet des élites, jugées corrompues, décadentes ou éloignées du peuple.
Au début du XXe siècle, l'extrême droite était par exemple représentée par un mouvement comme l'Action française, nationaliste et royaliste, qui défendait une doctrine royaliste, raciste et antisémite,. Ceux qui se réclament de ces idées aujourd'hui y sont toujours classés. On y trouve des néofascistes et des néonazis, ainsi que des courants identitaires et national-populistes. Enfin, les courants traditionalistes comme le royalisme, la réaction et l'intégrisme en font également partie.
Des partis français comme le Rassemblement national,, ou le parti Reconquête, sont classés à l'extrême droite. En Europe, le parti Frères d'Italie, en Italie, ou le Parti de la liberté d'Autriche, en sont d'autres exemples. On trouvera aussi des partis d'extrême droite dans d'autres régions du monde, notamment dans les républiques démocratiques du Moyen-Orient comme en Égypte (Al Nour), ou en Israël (Otzma Yehudit), où ces partis siègent également le plus à droite de l'hémicycle parlementaire.
Le qualificatif d'« extrême droite » peut être utilisé de manière stigmatisante et péjorative, en assimilant toutes ses tendances au fascisme et au nazisme. Comme le relève le politologue Jean-Yves Camus, en France, le terme n'est quasiment jamais assumé par ceux qui en font partie, le Rassemblement national y préférant par exemple les termes de « droite nationale » ou de « mouvement national ».

## Utilisation du terme
Pour les politologues spécialistes de l'extrême droite Jean-Yves Camus et Nicolas Lebourg, l'expression « extrême droite » est utilisée pour qualifier des événements très différents en Europe et est donc ambigüe, car généralement utilisée par des adversaires politiques de manière disqualifiante ou stigmatisante en assimilant toutes ses tendances au fascisme et au nazisme. Selon Pierre-André Taguieff, l'expression « extrême droite » constitue « une étiquette polémique plutôt qu’une catégorie conceptuellement élaborée ou un modèle d’intelligibilité utilisable dans les travaux savants ».
Néanmoins l'expression est utilisée en sciences politiques pour les analyses électorales, où elle permet « d’identifier d’une façon vague mais fortement stigmatisante telle ou telle formation politique ». Le passage de l'expression « extrême droite » de l'usage politique commun au vocabulaire des sciences politiques explique en partie les difficultés de définition : selon Cas Mudde, outre sa fonction de catégorisation descriptive, le terme remplit aussi dans l'usage commun une fonction de délimitation d'un « ennemi politique ». D'après Taguieff, les mouvements nommés « extrême droite » ont sur certains sujets, comme le rejet de la « mondialisation libérale », une position « plus proche de la gauche, voire de la gauche révolutionnaire ou radicale, que de la droite libérale ou de la droite conservatrice ».
Comme le relève le politologue Jean-Yves Camus, en France, le terme n'est pratiquement jamais assumé par ceux qui en font partie, préférant se désigner, à l'instar du RN/FN, par les appellations de « droite nationale » ou « mouvement national ». La littérature scientifique reconnaît cependant l’existence d’une famille de partis d’extrême droite, mais cette analyse est surtout adaptée à l’Europe de l’Ouest.
En France, Jean-Marie Le Pen déclare par exemple être « économiquement de droite, socialement de gauche et nationalement de France » ou encore en 1978 : « L'extrême droite, le mot est équivoque dans la mesure où il comporte le mot extrême. Nos adversaires confondent volontairement, et dans l'intention de tromper, une position géographique sur l'échiquier politique avec une position d'extrémisme politique. Or notre philosophie, notre principe d'action et notre programme ne sont pas extrémistes et par conséquent nous occupons la place qui est libre. Je crois qu'il n'y a pas de droite, le centre actuel n'est pas la droite, bien qu'une grande partie du peuple de droite vote pour les candidats du centre et même de la gauche ». Le MSI, parti néofasciste italien, utilisait l'expression « droite nationale », tandis que ses adversaires le désignaient simplement comme la « droite », le mot n'ayant pas la même portée dans le vocabulaire politique italien : l'appellation « extrême droite » était plutôt réservée, en Italie, aux groupes subversifs ou néonazis. L'appellation « droite nationale » a été également utilisée par le Front national en France. En Autriche, le FPÖ, sous la présidence de Jörg Haider, préférait se décrire comme la « troisième force » opposée à la fois aux socialistes et aux conservateurs ; ses membres se présentaient comme des « libertaires ».
Il sera donc question d’« extrême droite traditionnelle » à propos de la tendance activiste et protestataire issue directement des mouvements fascistes, nazis et racistes des années 1930 à 1960. Le terme de « nouvelle droite national-populiste » sera utilisé pour les partis constitués plus récemment autour de problématiques liées à la crise : chômage, immigration, identité nationale, etc. et qui mettent en œuvre des stratégies de prise de pouvoir électorale.
La science politique anglo-saxonne parle plus volontiers de droite radicale[source insuffisante] signifiant par là qu'elle se situe à la limite de la droite démocratique, libérale ou conservatrice.

## Droite et extrême droite
Pour se distinguer de l'extrême droite, la droite traditionnelle a historiquement entretenu un refus d'alliance, dont une illustration est le « cordon sanitaire » en Belgique. Cette politique est remise en question depuis quelques années : dans certains pays, comme en Autriche ou en Israël, des alliances se sont parfois nouées,,. Fin 2018, un scrutin régional en Espagne voit le Parti populaire conclure une double alliance remarquée, d'un côté avec Ciudadanos, de l'autre avec Vox, petit parti d'extrême droite qui venait de faire une percée électorale notable. En février 2020, c'est en Allemagne qu'une alliance entre les partis de gouvernement FDP et CDU et l'AfD d'extrême droite fait un tollé, entraînant des démissions et des manifestations.
Certaines personnalités ou structures politiques peuvent évoluer considérablement comme l'illustre, en Italie, la trajectoire du Mouvement social italien (néo-fasciste) devenu Alliance nationale (centre-droit).
 En France, Alain Madelin, Gérard Longuet, Patrick Devedjian et Hervé Novelli sont des figures politiques de droite ayant commencé leur engagement au sein du mouvement d'extrême droite Occident.

## Différences entre les extrêmes droites
Au sein de l'extrême droite européenne, il existe des partis et organisations où le principe de nationalisme prime totalement sur tout, affichant un discours ultranationaliste (avec des thèmes protectionnistes, souverainistes, culturels) voire ethniciste, avec des références sur l'identité, l'émancipation et la puissance militaire. Ces mouvements ultranationalistes ont tendance à être anti-atlantistes, critiques à l’égard des États-Unis, de leur influence culturelle voire de leurs présences militaires dans certains pays d'Europe de l'ouest. Ils ne tolèrent aucune dimension supranationale, rejettent les impérialismes étrangers et sont férocement anti-marxistes. Ils sont presque contre toute forme d'immigration, ne sont pas favorables à Israël et entretiennent un discours antisioniste.
Les populistes de droite concernent les partis qui défendent des positions eurosceptiques et xénophobes, notamment envers les immigrés de religion musulmane et envers l'islam en général. Ils sont pour le conservatisme social et le patriotisme économique, mais peuvent être plus libéraux sur d'autres questions, par exemple en soutenant diverses causes féministes voire libérales. De même, ils ne s'affichent pas comme antisémites et présentent un discours pro-israélien (et pro-États-Unis dans leur guerre contre le terrorisme).
Enfin une autre partie de l'extrême droite se retrouve dans une absence de nationalisme, voire une opposition au concept l'État-nation (central dans le nationalisme). C'est notamment le cas des libertariens conservateurs (le libertarianisme étant par principe antinationaliste), des factions de l'extrême droite occidentaliste, des eurasistes non-russes, des panislamistes et des partisans d'impérialismes étrangers en général (le nationalisme étant par principe opposé aux impérialismes et hégémonies de puissances étrangères). Certains extrémistes religieux sont farouchement internationalistes et antiracistes tout en étant ultraconservateurs.
En religion, on trouve également des extrêmes droites religieuses qui peuvent être antagonistes : chrétiennes (Civitas catholique, Ku Klux Klan protestant, Pamiat orthodoxe), musulmanes (le Front de la stabilité de la révolution islamique et l'Alliance Fatah chiites, le Hamas sunnite), juives (Lehava, Front national juif) et hindoues (RSS).
Sur la stratégie électoraliste, certains prônent le réformisme tandis que d'autres prônent la stratégie révolutionnaire ou contre-révolutionnaire selon les tendances,.
Sur la politique étrangère, une grande partie se divise au sujet du conflit israélo-arabe. De nombreux mouvements soutiennent le nationalisme arabe ainsi que les palestiniens,,. Ainsi, l'Espagne franquiste soutenait activement les nationalistes arabes, d'autres factions antisionistes d'extrême droite affichent une proximité avec le Hezbollah libanais et l'Iran khomeiniste sans forcément être musulmans. Ainsi l'Alliance pour la paix et la liberté, parti d'extrême droite européen qui appelle à la défense de la chrétienté, soutient ouvertement les mouvements islamistes chiites pro-iraniens, tandis que d'autres mouvements et partis soutiennent le sionisme. Beaucoup de mouvements en Europe sont aussi anti-américains tandis que d'autres, plus proches du néoconservatisme, sont pro-américains.

## Fondements idéologiques

### Concept et vision du monde
Selon les chercheurs Jean-Yves Camus et Nicolas Lebourg, le cœur de la vision du monde de l'extrême droite est l'organicisme, l'idée selon laquelle la société fonctionne comme un être vivant complet, organisé et homogène. Adapté à la communauté qu'ils souhaitent constituer ou reconstituer (qu'elle soit fondée sur l'ethnicité, la nationalité, la religion ou la race), le concept les amène à rejeter toute forme d'universalisme au profit de l'autophilie et de l'altérophobie, soit en d'autres termes l'idéalisation d'un « nous » à l'exclusion d'un « ils ». L'extrême droite tend à absolutiser les différences entre nations, races, individus ou cultures puisqu'elles perturbent leurs efforts vers l'utopie rêve d'une société « fermée » et naturellement organisée, perçue comme la condition pour assurer la renaissance d'une communauté enfin reconnectée à sa nature quasi éternelle et rétablie sur de solides fondations métaphysiques,.
Considérant leur communauté dans un état de décadence facilité par les élites dirigeantes, les partisans d'extrême droite se présentent comme une élite naturelle, sensée et alternative, avec pour mission rédemptrice de sauver la société de la catastrophe promise. Ils rejettent à la fois leur système politique national et l'ordre géopolitique mondial (y compris leurs institutions et leurs valeurs, par exemple le libéralisme politique et l'humanisme égalitaire) qui sont présentés comme devant être abandonnés ou purgés de leurs impuretés, afin que la « communauté rédemptrice » puisse éventuellement quitter la phase actuelle de crise liminale pour inaugurer une nouvelle ère,. La communauté elle-même est idéalisée à travers de grandes figures archétypales (les âges d'or, le sauveur, la décadence et les théories du complot mondial) car elles glorifient des valeurs non rationalistes et non matérialistes comme la jeunesse ou le culte des morts.
Le politologue Cas Mudde soutient que l'extrême droite peut être considérée comme une combinaison de quatre concepts largement définis, à savoir l'exclusivisme (par exemple le racisme, la xénophobie, l'ethnocentrisme, l'ethnopluralisme, le chauvinisme, y compris le chauvinisme social), les traits antidémocratiques et non-individualistes (par exemple le culte de la personnalité, le hiérarchisme, le monisme, le populisme, l'anti-particratie, la vision organique de l'État), un système de valeurs déplorant la disparition des cadres de référence historiques (par exemple l'ordre public, la famille, la communauté et la nation ethniques, linguistiques et religieuses ainsi que l'environnement naturel) et un programme socio-économique associant corporatisme, contrôle étatique de certains secteurs, agrarisme, et un degré variable de croyance dans le libre jeu des forces socialement darwinistes du marché. Mudde propose ensuite une subdivision de la nébuleuse d’extrême droite en tendances modérées et radicales, selon leur degré d'exclusionnisme et d'essentialisme,.

### Définition et analyse comparative
L'Encyclopédie politique : La gauche et la droite déclare que la politique d'extrême droite comprend « des personnes ou des groupes qui ont des opinions extrêmement nationalistes, xénophobes, racistes, fondamentalistes religieuses ou autres opinions réactionnaires ». Bien que le terme d'extrême droite soit généralement appliqué aux royalistes absolutistes, aux fondamentalistes et aux fascistes, il a également été utilisé pour désigner ceux qui se situent à droite du courant dominant de la politique de droite.
Si les mouvements ou partis d'extrême droite sont divers, leurs socles idéologiques comportent des points communs : un chauvinisme, un souverainisme et un traditionalisme encore plus poussés qu'à droite [réf. nécessaire], un discours autoritariste affirmé, et un programme économique et social hétéroclite, parfois plus favorable aux milieux populaires que celui de la droite traditionnelle, usant largement d'une rhétorique antisystème et de dénonciation des élites. La xénophobie et le racisme font aussi partie de ce socle commun et se traduisent souvent par une opposition à l'immigration. Enfin, on y retrouve un anticommunisme marqué. Le fondamentalisme religieux est aussi classé à l'extrême droite.
Les groupes et partis d'extrême droite sont souvent nationalistes voir ultranationalistes, toutefois, plusieurs formes d'extrême droite ne sont pas nationalistes, certains sont également antinationalistes à l'instar de certains mouvements royalistes absolutistes, des libertariens conservateurs ou de groupes pan-islamistes comme Hizb ut-Tahrir.
Ainsi, selon le docteur en science politique Benjamin Biard, l'opposition à l'immigration, l'autoritarisme en matière de politique intérieure et la rhétorique populiste antisystème et hostile aux partis traditionnels sont les trois caractéristiques communes à toute l'extrême droite, et qui permettent donc de la reconnaître.
Le politologue néerlandais Cas Mudde montre que la plupart des analyses de l'idéologie d'extrême droite mettent en avant des combinaisons diverses des cinq aspects suivants : nationalisme, racisme, xénophobie, opposition à la démocratie, revendication d'un État fort. Pour Pascal Delwit et Andrea Rea, « deux sujets essentiels cristallisent le vote d'extrême droite : la xénophobie et le discours sécuritaire ».
Au-delà de ces fondements idéologiques, les références parfois hétéroclites et les itinéraires variés des mouvements d'extrême droite expliquent des positions parfois contradictoires. Ainsi, dans le domaine spirituel, certains défendent un traditionalisme-intégrisme religieux, d'autres un athéisme exacerbé ou un néo-paganisme. De plus, comme le souligne la géopolitologue Béatrice Giblin-Delvallet, l'existence de ressorts communs à l'extrême droite moderne ne doit pas empêcher de comprendre l'évolution des différents partis en relation avec des contextes nationaux particuliers. Par exemple en matière économique, « le nouveau nationalisme russe rejette toute intervention économique et sociale étatique (du fait d’un mauvais souvenir du centralisme soviétique ?). En revanche, le RN nouveau prône le rôle actif et protecteur de l’État contre les capitalistes prédateurs qui appauvrissent les plus faibles ».
Selon le sociologue Alain Bihr, la pensée d'extrême droite est fondamentalement inégalitariste : elle considère que les inégalités sociales relèvent de l'ordre naturel des choses, d'où son goût pour les chefs, l'autorité et la hiérarchie. Selon cette famille politique, la société a dévié de l'ordre naturel, et elle doit absolument y revenir. L'organicisme, c'est-à-dire la comparaison entre la nation et un organisme vivant, y est également très présent. Cet organisme biologique doit, selon l'extrême droite, être protégé de la maladie qu'est la décadence, et des agents pathogènes qui l'encouragent. Enfin, on y retrouve souvent un culte de la force et de la combativité, censé entretenir le vitalisme de la nation.

### Moyens mis en œuvre
Les moyens mis en œuvre par les partis ou organisations d'extrême droite sont divers :
- le parlementarisme et la participation aux élections[67] ;
- la propagande[68], notamment par le cyberactivisme ;
- l'activisme pouvant parfois revendiquer la violence comme moyen d'action légitime[69], voire le terrorisme[70] comme en Italie[71], en Suède[72], en Turquie[73], en Allemagne[74] ou en Israël[75].

## Base électorale
La base électorale de l'extrême droite reste avant tout les milieux populaires : petits commerçants, artisans, ouvriers, etc. Elle suit en effet une ligne « anti-élite » (voire parfois contre-révolutionnaire), se différenciant ainsi de la droite conservatrice et libérale.
En France, par exemple, et selon la géographe Catherine Bernié-Boissard (coauteur du livre Vote FN, pourquoi ?), « le vote FN exprime un désarroi, un sentiment de déclassement. Les scores les plus élevés, on les retrouve dans des communes où le taux de diplômés et le niveau d’éducation sont les plus faibles, où la présence des services publics est moindre ». Les partis d’extrême droite sont souvent accusés par l'opposition de jouer avec les peurs et les frustrations de couches populaires précarisées, notamment en érigeant l'étranger ou les jeunes de quartiers populaires en boucs-émissaires. Le sentiment d'insécurité est aussi un élément récurrent mis en avant dans ces discours.
Selon une étude dirigée en 2000 par l'Église réformée de France, l'électorat de l'extrême droite est majoritairement masculin, peu diplômé et anti-politique.
Lors de l'élection présidentielle de 2017, le Figaro rend compte des profils socio-culturels des électeurs des différents candidats au premier tour. Si le score auprès des ouvriers et employés pour les alliés du second tour Dupont-Aignan et Le Pen dépasse les 40 %, le vote des cadres pour ces candidats est de 18 %, contre 33 % pour Macron, 20 % pour Fillon, 19 % pour Mélenchon, et 8 % pour Hamon.
En 2005, à partir d’une enquête menée dans cinq pays européens (Allemagne, Belgique, France, Italie, Pays-Bas) auprès de militants d’extrême droite, des chercheurs de l'Université libre d'Amsterdam résument les traits caractéristiques qui structurent leur identité politique :
- ils sont moins extrêmes que l'image de marginalité et de violence de certaines études, très peu d'entre eux étant des admirateurs d'Adolf Hitler ou du troisième Reich et forment un groupe très diversifié ;
- ce ne sont pas de nouveaux mouvements, car en continuité avec les courants d'extrême droite du passé dont ils sont une rémanence, souvent par leur famille ;
- même si ce qui les différencie des autres partis est la xénophobie, ils sont plus de son « envers », la préférence nationale, « le versant positif de l'attitude ethnocentrique » qu'est le nationalisme ;
- le discrédit et la stigmatisation dont ils font l’objet est probablement leur point commun le plus important ; ils rejettent l'étiquette d'extrême droite qui les associe au nazisme et à la Shoah, la plupart admettant être de droite mais réfutant l'extrémisme, terme qu'ils emploient pour des mouvements selon eux plus radicaux ; les auteurs concluent que « paradoxalement, cette stigmatisation peut aussi être une ressource pour le mouvement, dans la mesure où elle aide à le faire tenir ensemble […] Et la stigmatisation qu’ils subissent est en quelque sorte symétrique de celle qu’ils infligent généralement aux “autres”, aux étrangers, aux immigrés, aux minorités »[83].

## Caractéristiques générales
À partir du cas de la France, l'historien Michel Winock dans son ouvrage Nationalisme, antisémitisme et fascisme en France (2004), donne les neuf caractéristiques suivantes aux mouvements d’extrême droite qui découlent du discours de la décadence, « vieille chanson que les Français entendent depuis la Révolution » :
- « la haine du présent », considéré comme une période de décadence ;
- « la nostalgie d’un âge d'or » ;
- « l'éloge de l’immobilité », conséquence du refus du changement ;
- « l'anti-individualisme », conséquence des libertés individuelles et du suffrage universel ;
- « l'apologie des sociétés élitaires », l'absence d’élites étant considérée comme une décadence ;
- « la nostalgie du sacré », qu'il soit religieux ou moral ;
- « la peur du métissage génétique et l’effondrement démographique » ;
- « la censure des mœurs », notamment la licence sexuelle et l'homosexualité ;
- « l'anti-intellectualisme », les intellectuels n’ayant « aucun contact avec le monde réel » (Pierre Poujade).

Les interprétations qu’il en donne sont de quatre ordres :
- dans le cadre de la lutte des classes, il s’agit de la revanche des perdants contre les gagnants de la modernité. Ainsi s’expliquent l’élitisme aristocratique de l’extrême droite du XIXe siècle (les aristocrates étant les grands perdants de la Révolution française, puis de la révolution industrielle), ainsi que le poujadisme des petits commerçants contre la montée des grandes surfaces (les grandes surfaces n'existaient pas en 1956, les petits commerçants souffraient plutôt des prélèvements fiscaux excessifs) et des laissés pour compte de la crise actuelle[pas clair] ;
- l’« interprétation conjoncturaliste » insiste sur le rôle important des situations de crise dans la montée de ces idéologies. Une crise économique et sociale se mue alors en une crise politique, réelle ou supposée ;
- il indique également le passage de la « société tribale, rurale, patriarcale » à la « société urbaine, industrielle et libérale », se traduisant par une série de peurs et notamment « la peur de la liberté » (Karl Popper) ;
- l’interprétation anthropologique assimile le discours sur la décadence du pays avec la nostalgie de l’homme vieillissant devant l’enfance, ce « monde protégé ».

Pour Jean-Yves Camus, dans un contexte de mondialisation et de montée des inégalités, l'extrême droite « s'impose plus que jamais comme principale force de contestation du consensus idéologique imposé par le modèle social ultralibéral ». Mais un anticapitalisme de façade était déjà, selon Alain Bihr, l'un des arguments démagogiques du fascisme.

## Typologie des groupes d'extrême droite

### Époque contemporaine
L'extrême droite est composée de divers courants (convergents ou antagonistes) parmi lesquels :[réf. nécessaire]
- des groupuscules néofascistes ou néo-nazis, se réclamant du fascisme des années 1930 ;
- certains partis religieux traditionalistes, tenants d'une politique pouvant être qualifiée de cléricale comme les catholiques traditionalistes, certains partis néosionistes et religieux en Israël, ou islamistes[88], ce courant national-catholique étant représenté au sein de nombreux partis nationalistes, par exemple en France le Front national ;
- des organisations racistes comme le Ku Klux Klan, prônant une suprématie blanche, et d'autres, à l'inverse, prônant la suprématie noire, avec notamment Nation of Islam aux États-Unis, Zimbabwe African National Union au Zimbabwe et la Tribu Ka en France ;
- des partis populistes, nationalistes et souverainistes comme le Dansk Folkeparti[89] (Parti populaire danois en français) au Danemark, le Freiheitliche Partei Österreichs (Parti autrichien de la liberté en français) en Autriche, le Front national en France, l'Union démocratique du centre[90], le Démocrates suisses et le Partei National Orientierter Schweizer (Parti nationaliste suisse en français) en Suisse, Die Republikaner (les Républicains en français) en Allemagne, le Vlaams Belang (« Intérêt flamand » en français) en Flandre, le Front national en Belgique francophone, le Partij voor de Vrijheid (le Parti pour la liberté en français) aux Pays-Bas, ou Alerte populaire orthodoxe en Grèce ;
- etc.

- les monarchistes, partisans de l'absolutisme, ou dans les républiques, du rétablissement de la royauté et d'un conservatisme religieux autoritaire, ceux-ci étant sont hostiles au républicanisme et à la laïcité en général ;
- les nationaux-révolutionnaires, nationaux-syndicalistes et nationaux-bolchéviques, qui sont des nationalistes fervents et s'opposent aux impérialismes étrangers, avec des tendances sociétalement conservatrices et des tendances favorables au républicanisme et au progrès technique, plus socialisants et défenseurs de la justice sociale envers les membres démunis de leurs nations et de leurs ethnies.

### Exemples historiques et actuels
- Certaines branches du Péronisme en Argentine (Alliance libératrice nationaliste, Concentración Nacional Universitaria)
- Les différents intégrismes religieux, catholiques (Civitas, Fraternité sacerdotale Saint-Pie-X) ou musulmans (Taliban, Tehreek-e-Labbaik Pakistan), voire protestants, orthodoxes ou juifs selon les pays
- Le fascisme puis le néofascisme en Italie et dans d'autres pays, prônant la création d'un état totalitaire basé sur les masses ainsi qu'un nationalisme radical
- Le phalangisme et le national-syndicalisme en Espagne et dans les nations hispaniques d'Amérique latine, prônant le Panhispanisme et le National-syndicalisme, souvent confondu avec le Franquisme
- Le pétainisme et le national-solidarisme en France
- Le nazisme puis le néonazisme en Allemagne et dans d'autres pays, prônant le racisme et l'antisémitisme
- Certaines formes de néopaganisme, comme le wotanisme et la Nouvelle Droite
- Le Pinochétisme au Chili
- Le national-bolchevisme, l'eurasisme et le néo-tsarisme en Russie
- Les mouvements nationaux-révolutionnaires, prônant l'unité de la nation avec une vision nationaliste du monde et une vision socialiste de la société ainsi que le différencialisme ethnique, l'antisionisme, l'anticapitalisme, et l'anti-atlantisme.
- Le salazarisme, prônant le fascisme clérical, mêlant certains éléments réactionnaires avec certaines caractéristiques du Fascisme
- Le national-catholicisme et le traditionalisme catholique dans les pays à majorité catholique, assez répandu en France, en Espagne et en Amérique latine
- L'islamo-nationalisme dans les pays musulmans (principalement en Turquie), mêlant nationalisme (arabe ou turc) et islamisme
- Le Panturquisme prônant l'unité de tous les peuples turcs et leur suprématie.
- L'ilminisme en Corée du Sud sous Syngman Rhee
- Une partie du royalisme en Europe
- Le suprémacisme blanc en Europe, aux États-Unis et en Afrique du Sud, prônant la suprématie des Blancs, souvent antisémite
- Le suprémacisme noir en Afrique et aux États-Unis, prônant la suprématie des Noirs
- Le rexisme en Belgique[91], le mouvement national royaliste[92] et le nationalisme thiois[93]
- Le kahanisme en Israël, prônant la création d'un État juif religieux théocratique et l'expulsion des arabes, des chrétiens et musulmans
- Le Parti républicain des États-Unis sous Donald Trump.

### Partis et mouvements par pays
- l'ensemble des mouvements et des partis siégeant, lorsqu'ils ont des élus, à l'extrême droite de l'hémicycle (à droite et en haut des gradins), il convient alors de parler de « l'extrême droite de l'échiquier politique ou extrême droite parlementaire » ;
- un ensemble de groupuscules révolutionnaires se distançant nettement du parlementarisme par leur idéologie ;
- un ensemble de groupuscules insurrectionnels violents voire terroristes.

La présence de ces mouvements par pays est aussi très variable. La situation des États-Unis, avec une extrême droite à l'influence marginale s'oppose ainsi à celles de plusieurs pays européens, (Autriche, Norvège, Danemark, Suède, etc.) où leur présence parlementaire est de plus en plus marquée. De façon intermédiaire, des pays tels que le Japon disposent de mouvements d'extrême droite non parlementaires, mais ayant une forte capacité d'influence sur le principal parti au pouvoir.
Dans certains pays, comme l’Autriche, Israël et plus récemment la Norvège, l’extrême droite participe parfois aux coalitions gouvernementales avec la droite et le centre-droit, et possède donc à l’occasion des ministres. Au Danemark, l'extrême droite a, au début des années 2000, apporté son soutien à un gouvernement, sans toutefois y participer. 
Depuis 2000, une dizaine de pays européens ont connu des participations de l'extrême droite au gouvernement ou bien un soutien parlementaire à des gouvernements, pouvant être de centre-droit ou de centre-gauche : Parti de la liberté d'Autriche (FPÖ), Parti national slovaque (SNS), Patriotes unis de Bulgarie, Parti pour la liberté des Pays-Bas (PVV), Parti populaire danois, Parti du Progrès norvégien, les Vrais Finlandais, Union démocratique du centre en Suisse, la Ligue du Nord italienne et l'Alerte populaire orthodoxe (LAOS) en Grèce.
Si dans les années 1970, Vera Oredsson (sv) dirigeait une formation d'extrême droite en Suède (le Parti du Reich Nordique), c'est à partir du XXIe siècle que les partis d'extrême droite et de droite populiste européens se féminisent, plusieurs de leurs figures de proue étant des femmes, comme Marine Le Pen (France),Diana Șoșoacă (Roumanie), Siv Jensen (Norvège), Krisztina Morvai (Hongrie), Pia Kjaersgaard (Danemark), Anke Van dermeersch (Belgique), Alessandra Mussolini (Italie) ou encore Eléni Zaroúlia (Grèce). Ces personnalités et leurs partis respectifs ne se situent pas tous sur la même ligne politique, certains étant issus d'une droite radicale populiste, d'autres étant clairement fascisants.
En France, l'extrême droite remonte à la deuxième moitié du XIXe siècle et coïncide avec la fin de la monarchie. Parmi les idées caractéristiques des mouvements classés à l'extrême droite, ont figuré à titres divers notamment l'antiparlementarisme, l'islamophobie, l'antisémitisme, le nationalisme ou bien encore l'homophobie et le sexisme chez certaines personnes. Les mouvements actuellement classés à l'extrême droite en Europe sont souvent accusés de racisme et de xénophobie, en raison de leur hostilité générale à l'immigration et des positions ouvertement racistes revendiquées par certains d'entre eux.[réf. nécessaire]

Rassemblement national (anciennement Front national, France) créé en 1972.
Front national (Belgique) créé en 1985, disparu en 2012.
Mouvement pour une meilleure Hongrie créé en 2003.
Parti national-démocrate d'Allemagne créé en 1964.
Parti de la liberté d'Autriche créé en 1955.
Vlaams Belang créé en 2004 après la dissolution du Vlaams Blok.
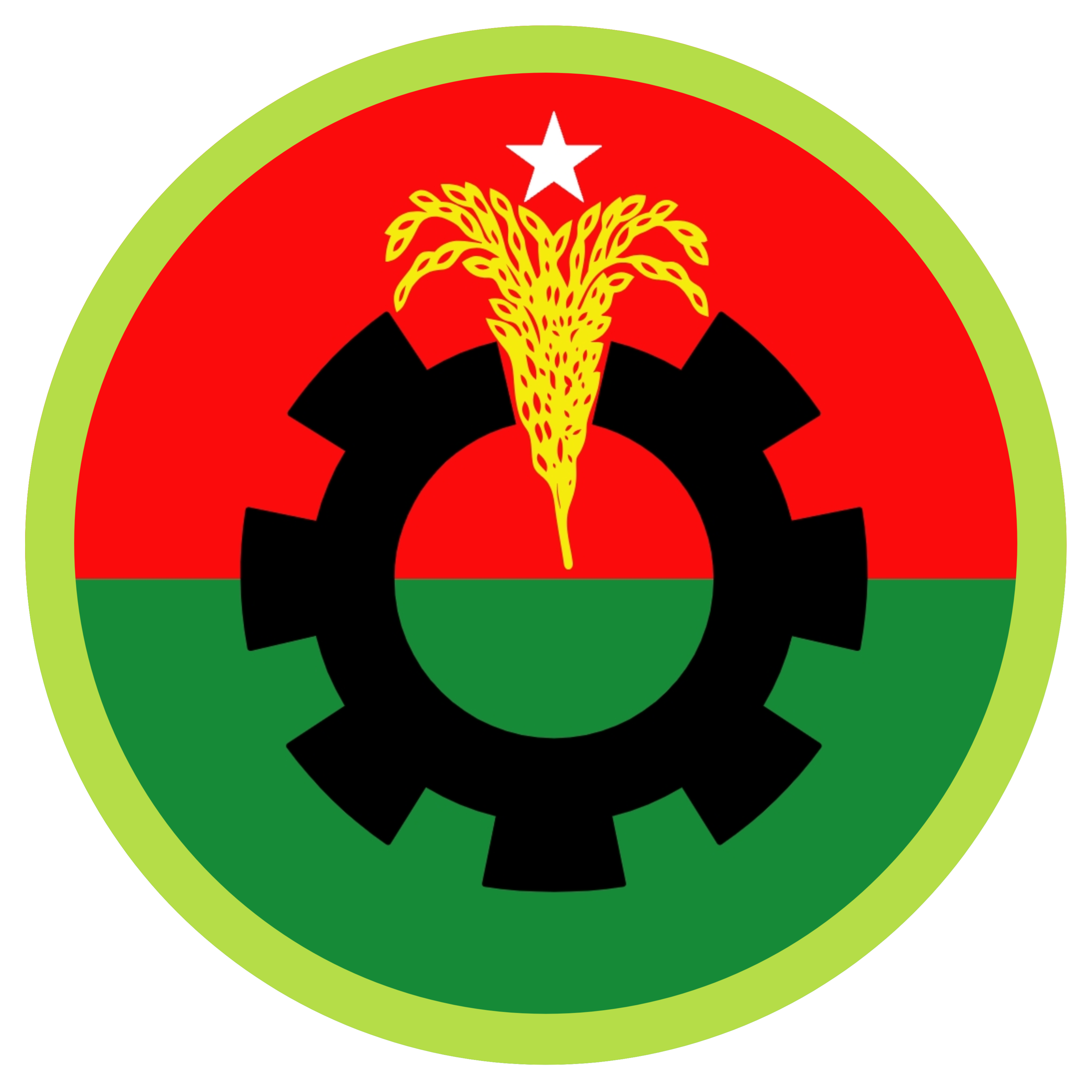
Parti national britannique créé en 1982.
Parti des Suisses nationalistes fondé en 2000 et disparu en 2022. Parti nationaliste suisse, fondé en 2011.

## Banalisation
Nada Afiouni et Nicolas Guillet (enseignants-chercheurs en Normandie), dans leur ouvrage Tentatives de banalisation de l'extrême droite en Europe, observent, ces dernières années, un phénomène tout sauf « anodin » de « dédiabolisation » de l'extrême droite en France ; une dédiabolisation qui s'opère aussi bien sur le plan formel, où l'extrême droite « modifie [son] nom, [son] logo, [son] discours public, l'atténue, l'euphémise, se fait le porte-parole du bon sens populaire, emprunte des références aux autres familles politiques tout en [se dépouillant] des siennes », que sur le plan substantiel, où elle devient « une force politique pérenne » et où « les partis politiques classiques [sont conduits] à concurrencer l’extrême droite sur son propre terrain, brisant les digues jusqu'à assurer des passerelles politiques à ses personnalités, à passer des accords électoraux avec elle ou à en reprendre les idées »,.[source insuffisante]
Nada Afiouni et Nicolas Guillet constatent toutefois que ce phénomène de dédiabolisation reste « encore très partiel ». Ainsi, ils relèvent qu'Anne-Sophie Leclère, candidate FN aux élections municipales de 2014 à Rethel, avait publié « sur sa page Facebook un photomontage montrant d’un côté un singe, de l’autre Christiane Taubira, avec cette légende : “A 18 mois” et “Maintenant” », qu’Aymeric Chauprade a tenu dans l’une de ses vidéos postées sur son site Internet à la suite de l'attentat perpétré en France contre Charlie Hebdo : « La France est en guerre, avec des musulmans […]. L’islam fait planer sur la France une menace très grave sur son avenir […]. On nous dit qu’une majorité de musulmans est pacifique. Certes. Mais une majorité d’Allemands l’étaient avant 1933 et le national-socialisme allemand » ; ils relèvent un tweet posté par Bruno Lemaire, conseiller économique auprès de Marine Le Pen, évoquant après l'attentat contre Charlie Hebdo la « secte de mohamerde » et amalgamant islam et terrorisme.
Les chercheurs constatent, en outre, qu'il n'est « nul besoin de [l’extrême droite] à la direction du pays pour voir une partie [de ses idées] mise en œuvre ou, du moins, pour voir des similitudes entre son programme et les actions des pouvoirs en place », en ce qui concerne, par exemple, « les obsessions sécuritaires, les pamphlets anti-Roms et antimusulmans, les débats officiels sur la patrie ».

#### Travaux universitaires
- Joseph Algazy, L’Extrême droite en France, L’Harmattan, 1989.
- Benjamin Biard, « L’extrême droite en Europe occidentale (2004-2019) », Courrier hebdomadaire, Bruxelles, CRISP, nos 2420-2421,‎ 2019, p. 5-106 (ISBN 9782870752173, ISSN 0008-9664, lire en ligne, consulté le 31 juillet 2024).
- Benjamin Biard, « L'extrême droite en Europe centrale et orientale (2004-2019) », Courrier hebdomadaire, Bruxelles, CRISP, nos 2440-2441,‎ 2019, p. 5-70 (ISBN 9782870752296, ISSN 0008-9664, lire en ligne, consulté le 31 juillet 2024).
- Alain Bihr, L'Actualité d'un archaïsme : la pensée d'extrême droite et la crise de la modernité, Éd. Page deux, 1999. 1919 pages.  (ISBN 978-2-940189-11-3).
- Collectif (sous la direction de Hugo De Schampheleire et Yannis Thanassekos), Extreem rechts in West-Europa/L'extrême droite en Europe de l’Ouest, Bruxelles, Presses Universitaires de la Vrije Universiteit Brussel, 1991, 407 pages.
- Vincent Duclert, L'Histoire contre l'extrême droite. Les grands textes d'un combat français. Mille et une nuits, 2002, Les petits libres. 121 pages.  (ISBN 978-2-84205-712-1).
- Pierre Milza, L'Europe en chemise noire, 2002 [détail des éditions].
- Collectif (sous la direction de Madeleine Rebérioux), L’Extrême droite en questions, EDI, 1991.
- Pierre-André Taguieff, L'Illusion populiste. Essai sur les démagogies de l'âge démocratique, Flammarion, collection « Champs », 2007, 459 p.  (ISBN 978-2-08-120365-5)
- Michel Winock, Nationalisme, antisémitisme et fascisme en France, Seuil, 2004. 416 pages, présentation BNF en ligne.
- René Monzat, Les Voleurs d’avenir. Pourquoi l’extrême droite peut avoir de beaux jours devant elle, Paris, Textuel, « La Discorde », 2004, 192 pages.  (ISBN 978-2-84597-103-5)
- Jean-Pierre Rissoan, Traditionalisme et révolution : les poussées d'extrémisme des origines à nos jours. 1, du Moyen Âge à 1914-1918, Lyon, Aléas, 2007, 445 p.,  (ISBN 978-1-4092-7779-8). Second volume Du fascisme au 21 avril 2002, 2007, 416 pages,  (ISBN 978-1-4092-7757-6).
- Philippe Vervaecke, Valérie Auda-André, David Bensoussan, Myriam Boussahba-Bravard, A droite de la droite, droites radicales en France et en Grande-Bretagne au XXe siècle, Presses universitaires du Septentrion, Villeneuve-d'Ascq (Nord), Coll. Espaces politiques, 2012, 562 pages présentation en ligne.
- Pascal Delwit, Andrea Rea, Extrêmes-droites en Belgique et en France, Éditions Complexe, Bruxelles, 1998.
- Béatrice Giblin-Delvallet, L'extrême droite en Europe, revue Hérodote, no 144, La Découverte, 2012, 219 pages, présentation en ligne.
- Chladek Tilmann, Le terrorisme d'extrême droite in Le terrorisme en Allemagne fédérale, Politique étrangère, no 4, 1986, 51e année, p. 937-949, lire en ligne.
- Laurent Mucchielli, Xavier Crettiez, Les violences politiques en Europe - Un état des lieux, La Découverte, 2010 présentation en ligne.
- Jean-Yves Camus, René Monzat, Les Droites nationales et radicales en France, Presses universitaires de Lyon, 1992, 528 pages, présentation en ligne.
- Jean-Yves Camus, Les extrémismes en Europe, Éditions de l’Aube, 1996, 1997 et 1998.
- Jean-Yves Camus, Le Front National, histoire et analyses, Éditions Olivier Laurens, 1997.
- Jean-Yves Camus, L’Extrême Droite aujourd’hui. Éditions Milan, 1998.
- Jean-Yves Camus, Le Front National, Éditions Milan, 1998.
- Jean-Yves Camus, Le Front National : état des forces en perspective., Les études du CRIF, no 5, 2004
- Jean-Yves Camus, Extrémismes en France : faut-il en avoir peur ?, Éditions Milan, 2006.
- Erwan Lecœur (dir.), Dictionnaire de l'extrême droite, Paris, Larousse, 2007.
- Collectif, L’extrême droite en Europe, Hérodote (revue), no 144, La Découverte, 2012/1, 224 pages, présentation en ligne.
- « Extrême droite », Revue internationale de politique comparée, Université catholique de Louvain, lire en ligne.
- Pierre-André Taguieff, Du diable en politique : Réflexions sur l'antilepénisme ordinaire, CNRS Éditions, 2014 [détail de l’édition] — notamment le chapitre 6 : « L'enfer, c'est la droite : « extrême », « radicale », « ultra » », le chapitre 7 : « Extension du champ de la diabolisation : le spectre de la « droitisation » », et la conclusion : « Persistance et métamorphoses du nationalisme ».
- Pierre-André Taguieff, La revanche du nationalisme : Néopopulistes et xénophobes à l’assaut de l’Europe, Paris, PUF, 2015 (présentation en ligne, lire en ligne)
- Nada Afiouni et Nicolas Guillet, Tentatives de banalisation de l’extrême droite en Europe, Editions de l'Université de Bruxelles, 2016.

#### Travaux non universitaires
- Patrice Chairoff, Dossier néo-nazisme, Éditions Ramsay, 1977.
- Serge Dumont, Les brigades noires : l'extrême-droite en France et en Belgique francophone, EPO, Bruxelles-Anvers, 1983.
- Gwenaël Breës, L'affront national: le nouveau visage de l'extrême droite en Belgique, EPO, Bruxelles-Anvers, 1991 (réédition en 1992). Préface de Maxime Steinberg.
- Collectif (REFLEXes), L'Europe en chemise brune - Néo-fascistes, néo-nazis et national-populismes en Europe de l'Ouest depuis 1945, aux éditions REFLEX-EPO, 1992. Préface de Maurice Rajsfus.
- Manuel Abramowicz, Les rats noirs. L'extrême droite en Belgique francophone, Luc Pire, Bruxelles, 1996.
- Olivier Guland, Le Pen, Mégret et les Juifs. L'obsession du « complot mondialiste », La Découverte, 2000.
- Jean-Christophe Cambadélis et Éric Osmond, La France blafarde, 2001.
- Christophe Bourseiller, La Nouvelle Extrême droite. Monaco, Paris, Éditions du Rocher, 2002, collection Documents. 235 pages  (ISBN 978-2-268-04419-4).
- Collectif, Bêtes et méchants, petite histoire des jeunes fascistes français, Éditions REFLEXes, Paris, 2002  (ISBN 978-2-914519-01-4).
- Laurence Parisot et Rose Lapresle, Un piège bleu Marine, Calmann-Levy, 2011 présentation en ligne.
- Anouck Thibaut, Michel Torrekens, Combattre l'extrême droite en Europe, Les Cahiers du petit Ligueur, De Boeck, Bruxelles, 2000, présentation en ligne.
- Alain Bihr, Le spectre de l'extrême droite. Les Français dans le miroir du front national., Éditions de l'Atelier, 1998 lire en ligne.
- Église réformée de France, (préf. Michel Bertrand), La tentation de l'extrême droite, Éditions Olibétan, 2000, 192 pages, présentation en ligne.
- Roger Noël, Antifascisme ou anti-capitalisme ?, RésistanceS, 1998, lire en ligne.
- Anouck Thibaut, Michel Torrekens, Combattre l'extrême droite en Europe, Les Cahiers du petit Ligueur, De Boeck, Bruxelles, 2000, lire en ligne.
- Catherine Bernié-Boissard, Élian Cellier, Alexis Corbière, Danielle Floutier et Raymond Huard, Vote FN, pourquoi ?, Au Diable Vauvert, 128 pages,  (ISBN 284626466X).

##### Travaux d'auteurs d'extrême droite
- François Duprat, Les Mouvements d'extrême droite en France de 1940 à 1944. Paris, Éditions de l'Homme Libre, 1999. 324 pages.
- Id., Les Mouvements d'extrême droite en France de 1944 à 1971. Paris, Éditions de l'Homme Libre, 1998. 196 pages.
- Id., La Droite nationale en France de 1971 à 1975. Paris, Éditions de l'Homme Libre, 2002. 168 pages.
- Emmanuel Ratier, Les Guerriers d'Israël, Éditions FACTA, 1993 (sur l'extrême droite juive).

### Vidéographie
- AFP, Politique : L'extrême droite en Europe, 7 mai 2012, 2 min (vidéo Youtube).
- Alexandre Spalaikovitch et Laurent Delhomme, Nouveau look, nouveaux dangers : le retour des extrémistes en Europe. France, Angleterre, Hongrie, Allemagne : plongée dans cette Europe identitaire, aux multiples visages., Yemaya Production, M6, Enquête exclusive, 15 janvier 2012, 78 min, présentation en ligne.
- Stéphane Munka, Skinheads à la droite de l'extrême, 10 septembre 2012, Canal+, Spécial investigation, 52 min, présentation en ligne.
- [vidéo] « La haine blanche », Dirk Laabs, 2024, Sur Arte.